# 鳥越恵
鳥越 恵（とりごえ めぐみ、1976年4月28日 - ）は、日本の元女子サッカー選手。元サッカー日本女子代表。現役時代のポジションはディフェンダー。

## 来歴
松下電器パナソニック バンビーナ、スペランツァFC高槻でプレー。
サッカー日本女子代表では、1999年11月、1999 AFC女子選手権のメンバーに選出された。11月8日の大会初戦、タイ代表との試合でデビューした。大会では5試合に出場、日本は4位だった。2001年まで通算で8試合に出場した。

## 代表歴
- 1999年11月8日 - 日本女子代表初出場 -  タイ戦 (1999 AFC女子選手権)

### 出場大会など
- 1999 AFC女子選手権（4位）

### 試合数
| 日本代表 | 国際Aマッチ | 国際Aマッチ |
| 年       | 出場        | 得点        |
| -------- | ----------- | ----------- |
| 1999     | 5           | 0           |
| 2000     | 2           | 0           |
| 2001     | 1           | 0           |
| 通算     | 8           | 0           |

- 出典: なでしこジャパン（日本女子代表）試合別出場記録[1]

### 出場
| # | 開催日         | 開催地           | 会場 | 相手                   | 結果       | 監督     | 大会                   |
| - | -------------- | ---------------- | ---- | ---------------------- | ---------- | -------- | ---------------------- |
| 1 | 1999年11月08日 | イロイロ         |      | タイ                   | ○9-0       | 鈴木保   | アジア選手権           |
| 2 | 1999年11月10日 | イロイロ         |      | ウズベキスタン         | ○5-1       | 鈴木保   | アジア選手権           |
| 3 | 1999年11月14日 | イロイロ         |      | フィリピン             | ○6-0       | 鈴木保   | アジア選手権           |
| 4 | 1999年11月19日 | バコロド         |      | チャイニーズタイペイ   | ●0-2       | 鈴木保   | アジア選手権           |
| 5 | 1999年11月21日 | バコロド         |      | 朝鮮民主主義人民共和国 | ●2-3       | 鈴木保   | アジア選手権           |
| 6 | 2000年06月02日 | シドニー         |      | ニュージーランド       | ○2-1(延長) | 池田司信 | パンパシフィックカップ |
| 7 | 2000年06月10日 | ニューキャッスル |      | カナダ                 | ●1-5       | 池田司信 | パンパシフィックカップ |
| 8 | 2001年03月16日 | 台北             |      | チャイニーズタイペイ   | ○2-0       | 池田司信 | 国際親善試合           |